# Lucky Luke (film 1971)
Lucky Luke è un film del 1971 diretto da René Goscinny. È il primo film d'animazione con protagonista il personaggio dei fumetti Lucky Luke, creato dal fumettista belga Morris (che lavorò al film come sceneggiatore e direttore artistico). Il film è una coproduzione franco-belga di Belvision e Dargaud Films e uscì originariamente in Francia il 15 dicembre 1971 distribuito dalla United Artists.
È stato distribuito anche coi titoli Lucky Luke - Daisy Town e Lucky Luke - I Dalton a Daisy Town.

## Trama
Nel cuore del Vecchio West è appena nata una nuova città, Daisy Town. Ancora prima che le prime strutture siano completate, la città è già invasa da criminali di ogni genere. Ci pensa quindi Lucky Luke, il cowboy che spara più veloce della sua ombra, giunto per caso in città, ad arrestarli e a mandarli via, portando finalmente la pace. I cittadini, quindi decidono di nominarlo sceriffo di Daisy Town.
La pace però non è destinata a durare: i Fratelli Dalton, Joe, William, Jack e Averell, sono stati visti nelle vicinanze. Stanchi di assalire le sole diligenze, i Dalton decidono di provare il colpo grosso in una città. Lucky tenta di convincere i cittadini ad aiutarli a scacciarli, ma troppo presi dalla fifa, i cittadini arrivano persino a elogiare i crimini dei Dalton, lodando i piccoli pregi quali il rimpiazzo di migliori elementi danneggiati o rubati dai fratelli. Furibondo, Lucky si dimette dal ruolo di sceriffo e i Dalton decidono di candidarsi per ricoprirne il ruolo.
Averell, vista la sua inettitudine, viene affidato unicamente il compito di affiggere i cartelli elettivi dei fratelli e Luke ne approfitta per convincere Averell a candidarsi contro di loro per vendetta. Il piano funziona e i Dalton iniziano a litigare tra di loro, finché Joe non realizza l'operato di Luke e lo sfida pubblicamente a duello. Al duello, tutto è così silenzioso che Luke pianifica con il suo cavallo, Jolly Jumper, di creare un fracasso. Il fracasso fa sobbalzare i Dalton che, per la distrazione, vengono disarmati, umiliati e sconfitti.
Scacciati da Daisy Town incatramati e piumati, i Dalton sono poi catturati dai pellirossa, ma Joe con un commovente discorso, avverte gli indiani che se lasceranno proliferare cittadine come Daisy Town, presto l'uomo bianco colonizzerà l'intero loro paese natale fino a lasciarli senza niente. Preoccupati da tale profezia, gli indiani dichiarano guerra, ma con grande sfortuna per i Dalton, gli indiani non li lasciano liberi, ma li consegnano alla giustizia per riscuotere la ricompensa della loro taglia.
La città viene tenuta sotto assedio e nessuno riesce a far passare nemmeno un messaggio da mandare alla cavalleria, ma Lucky Luke, con la sua proverbiale astuzia e con il tempestivo intervento della cavalleria, riesce a far dichiarare resa al capo indiano. La guerra si risolve con una discussione tra Luke, il capo indiano ed il comandante della cavalleria in cui si decide la spartizione della terra tra gli indiani, gli abitanti di Daisy Town e tutti gli altri uomini che verranno in futuro.
La pace sembra finalmente giunta per Daisy Town, ma arriva la notizia che l'oro è stato scoperto poco lontano da lì. Tutti gli abitanti della città (inclusi i Dalton, nel frattempo evasi) sono presi dalla febbre dell'oro e nel giro di pochi secondi, Daisy Town diventa una città fantasma; l'unico a restare è Lucky Luke che, alla fine, in compagnia del fido destriero, se ne va alla volta del tramonto sotto le note della sua canzone.

## Distribuzione

### Edizione italiana
La prima edizione italiana del film fu curata da Roberto De Leonardis, che ne affidò la direzione musicale a Pietro Carapellucci; il doppiaggio fu eseguito negli stabilimenti Fono Roma con la partecipazione della C.V.D.
Nel 2015 il film fu ridoppiato per la trasmissione su K2 col titolo I Dalton a Daisy Town; la nuova edizione è a cura di Mariagrazia Boccardo, e il doppiaggio fu eseguito dalla CD Cine Dubbing e diretto da Stefanella Marrama su dialoghi di Donatella Giannini. Le canzoni però, a differenza della prima edizione, sono state lasciate in lingua originale.

## Altri adattamenti e riferimenti
- Daisy Town viene fugacemente nominata nell'albo Il Granduca del 1973 come alcune delle città abbandonate per la corsa all'oro. Il film è stato poi pubblicato sulla collana degli albi di Lucky Luke nel 1983 sotto il titolo di Daisy Town. Gli albi La fidanza di Lucky Luke del 1985 e Wanted Lucky Luke del 2021 si concludono con i versi della canzone estesa di I'm a poor lonsome cowboy scritta per il film.
- Le serie animate di Lucky Luke del 1983 e del 1991 usano come colonna sonora la stessa di Daisy Town. Alcune musiche sono anche riarrangiate o direttamente riciclate nel film animato Lucky Luke - La ballata dei Dalton.
- L'episodio pilota, pubblicato come lungometraggio televisivo col titolo Lucky Luke o Lucky Luke - Daisy Town nel 1991, dell'omonima serie TV del 1992, è un adattamento direttamente basato sul film animato. Nonostante la conclusione sia la stessa, gli episodi successivi, continuano ad ambientarsi a Daisy Town, dove i cittadini sono ritornati dopo essersi ripresi dalla febbre dell'oro.
- la scena finale del film live action Les Dalton usa la stessa identica traccia musicale di Daisy Town.
- Il film live action del 2009 di Lucky Luke si ambienta in una Daisy Town che è stata conquistata dai criminali dopo il suo abbandono.